# Atadösken

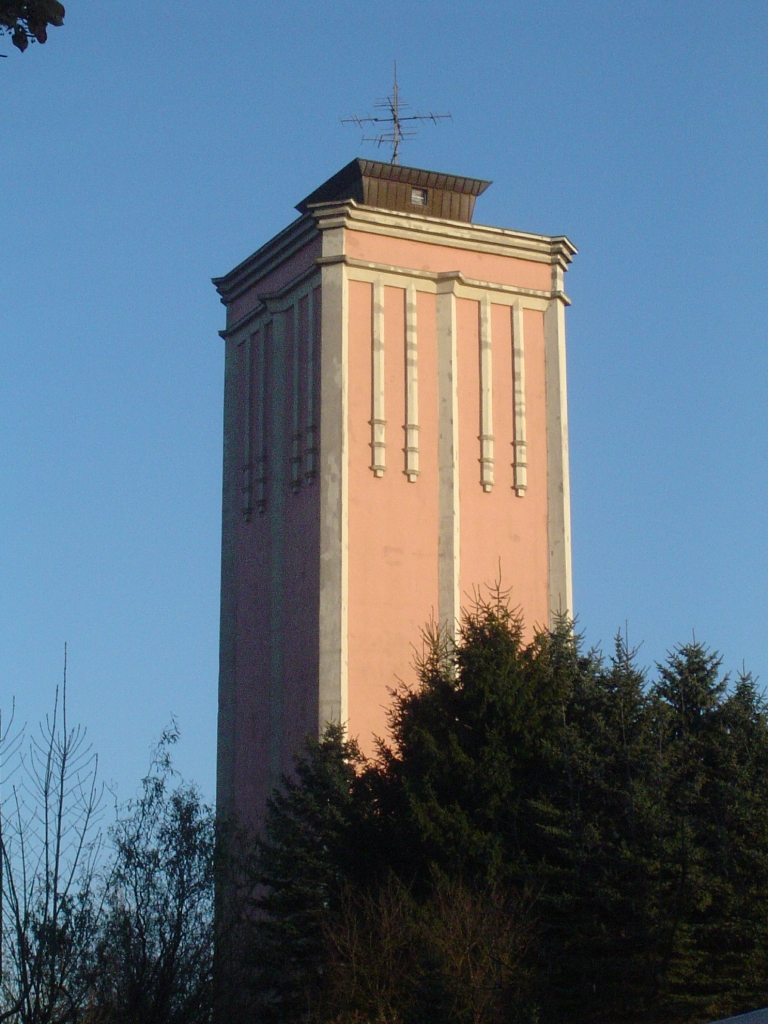
Das Atadösken in Wuppertal

Das Atadösken (‚ATA-Döschen‘) – offiziell Städtischer Wasserturm am Pfaffenhaus – ist ein Wasserturm im Wuppertaler Stadtbezirk Uellendahl-Katernberg.
Der 43,5 Meter hohe Wasserturm befindet sich auf den Höhen nördlich der Wupper, nahe der alten Landstraße von Elberfeld nach Neviges. Er wurde im Jahr 1927 auf einem für Wassertürme ungewöhnlichen quadratischen Grundriss errichtet. Wegen seiner Form mit der an die Dosenöffnung erinnernden Laterne erhielt er im Volksmund bald den Namen Atadösken, nach der damals gebräuchlichen Form des Behälters für das Scheuerpulver Ata der Düsseldorfer Firma Henkel.
Der Turm ist noch als Wasserturm in Betrieb; nach der Restaurierung 1995, die den originalen Farbanstrich wiederherstellte, wurde das Äußere des Atadösken als stadtbildprägendes Element und Landmarke für die umliegenden Siedlungen 1999 unter Denkmalschutz gestellt.
Das Atadösken trägt außerdem einen UKW-Sender, der das Radioprogramm WDR 2 ausstrahlt.

## Frequenzen und Programme

### Analoger Hörfunk (UKW)
| Frequenz (MHz) | Programm | RDS PS            | RDS PI                | Regionalisierung | ERP (kW) | Antennendiagramm rund (ND)/gerichtet (D) | Polarisation horizontal (H)/vertikal (V) |
| -------------- | -------- | ----------------- | --------------------- | ---------------- | -------- | ---------------------------------------- | ---------------------------------------- |
| 99,8           | WDR 2    | WDR_2_W_ WDR_2___ | DC92 (regional), D392 | Wuppertal        | 1        | ND                                       | H                                        |